# Yokneam Il·lit
Yokneam Il·lit (hebreu: יקנעם עילית) és una ciutat del Districte del Nord d'Israel, situada el sud-est de Haifa. Es troba en la regió muntanyenca de la Baixa Galilea, està limitada per l'Autopista 70 i el Mont Carmel, es troba a 21 quilòmetres de Haifa i a 80 km de Tel-Aviv. A finals de 2007, Yokneam Il·lit tenia una població de 18.600 habitants. La ciutat s'ha desenvolupat com a centre de negocis relacionats amb l'alta tecnologia, a causa de la seva proximitat amb l'institut Technion, situat a l'est de Haifa.

## Història

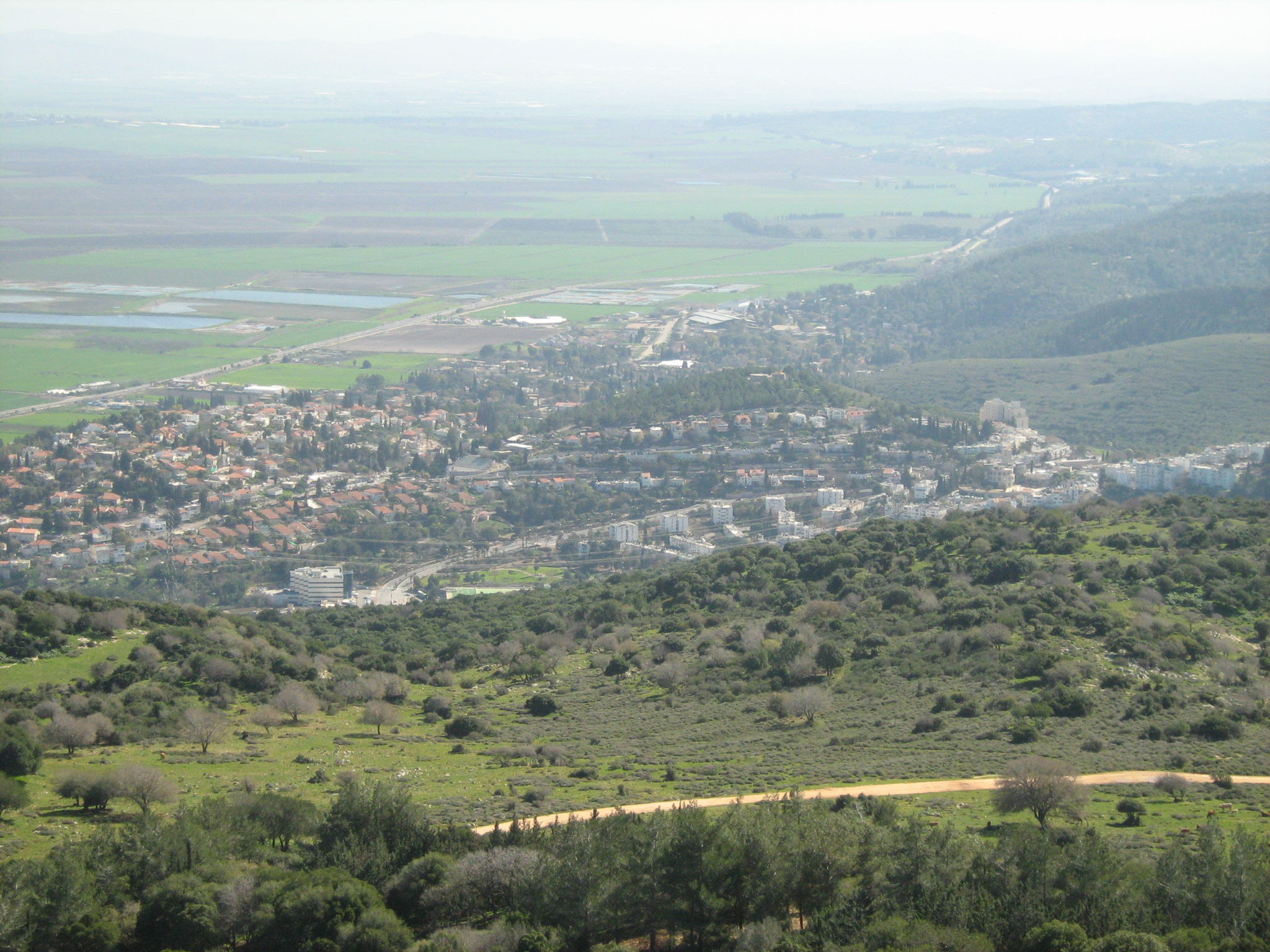
Vista de Yokneam Illit des del Mont Carmel.

Yokneam apareix en la llista de les 119 ciutats conquerides pel faraó egipci Tutmosis III després de la victòria en la batalla de Meguidó, l'any 1468 aC. La ciutat s'esmenta en la Bíblia com un poble habitat pels levites dins de la tribu israelita de Zabuló (Josuè 12:1, 12:22, 19:10-11, 21:34). Està situada prop del pujol de Meguidó, que significa Armagedon. Els Croats van denominar a Yokneam com "Cain Mons", o la "Muntanya de Caín", segons la tradició que narra que Caín, fill d'Adán (Gènesi 4: 23-24), va ser assassinat en aquest lloc. Yokneam va ser habitada durant els períodes persa, hel·lenístic, romà/romà d'Orient, àrab, croat, mameluc i otomà.
Anys després, Yokneam es va transformar en el poble palestí de Qira, que fou desallotjat durant la guerra àrab-israeliana de 1948. Després de l'establiment de l'Estat d'Israel, va ser poblada per immigrants jueus del Nord d'Àfrica. Va adquirir l'estatus de consell local el 1967 i el de municipi el 18 de desembre de 2006.

## Economia

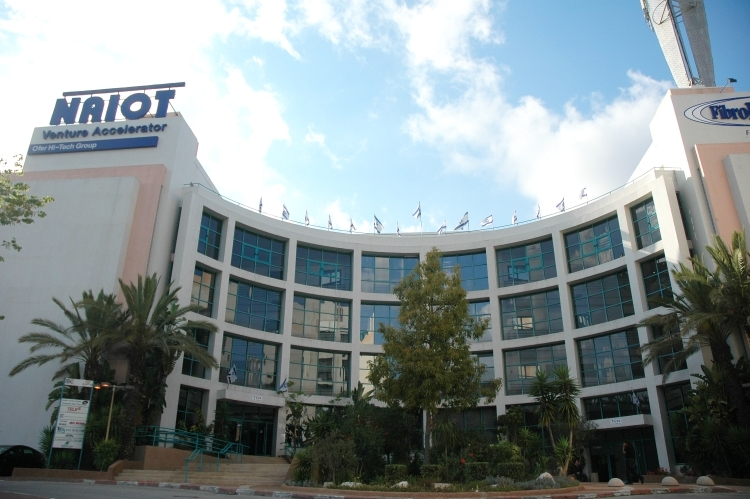
Edificis al parc tecnològic de Yokneam Illit.

Yokneam Il·lit és una "Zona A de Prioritat Nacional" segons la Llei israeliana per al Foment de les inversions de capital. Les empreses que han estat aprovades per operar en la ciutat gaudeixen el nivell més alt de beneficis relacionats amb els impostos i la garantia d'inversions. A més, les companyies que es traslladen a la regió poden aplicar a l'Autoritat Local de Yokneam Il·lit per obtenir concessions en els impostos locals durant un període de tres anys de durada.
L'empresa alimentària Osem va establir una companyia a la ciutat el 1974. Al principi, la fàbrica produïa productes de pasta, però el seu rang d'activitats es va ampliar al llarg dels anys. El 1997, l'empresa va duplicar la seva grandària i va instal·lar tres línies de producció per a productes de fleca tals com galetes salades, galetes dolces i pretzels. Els erdnussflips, un aperitiu molt popular a Israel, també es produeix en Yokneam amb el nom "Bamba". Molts residents de la ciutat treballen en Osem, i l'empresa ha guanyat premis atorgats pel Consell per un Israel Bell per les seves instal·lacions atractives.
Yokneam Illit ha atret diverses companyies d'alta tecnologia, entre les quals es troben Intel, Medtronic, Given Imaging, Naiot Venture Accelerator, Mellanox Technologies, Marvell, Soltam Systems, Biosense Webster (una companyia de Johnson & Johnson) i Lumenis.

## Relacions internacionals

### Ciutats agermanades
Yokneam Il·lit està agermanat amb:
| - Atlanta, Geòrgia, Estats Units - La Garenne-Colombes, França - Lugo, Itàlia | - Mianyang, Sichuan, Xina - Montalban, França - Požega, Croàcia | - San Pedro de Atacama, Antofagasta, Xile - Sant Louis, Missouri, Estats Units - Wiehl, Alemanya |